# Rocca di Cave
Rocca di Cave là một đô thị ở tỉnh Roma trong vùng Latium thuộc Ý, có cự ly khoảng 40 km về phía đông của Roma. Tại thời điểm ngày 31 tháng 12 năm 2004, đô thị này có dân số 386 người và diện tích là 11,1 km².
Rocca di Cave giáp các đô thị: Capranica Prenestina, Castel San Pietro Romano, Cave, Genazzano, Palestrina.